# Stephanuskerk (Oldeholtpade)
De Stephanuskerk is een kerkgebouw in Oldeholtpade, gemeente Weststellingwerf, in de Nederlandse provincie Friesland.

## Beschrijving
De kerk uit 1545, oorspronkelijk gewijd aan Stephanus, is een laatgotische eenbeukige kerk met steunberen en driezijdig gesloten koor. De ongelede toren (circa 37 meter hoog) met ingesnoerde spits en een gedenksteen van de familie Lycklama à Nijeholt is in 1608 tegen de westgevel aan gebouwd. De klok uit 1738 werd door de Duitse bezetter gevorderd. In 1946 is een nieuwe klok vervaardigd door Van Bergen.
Het interieur wordt gedekt door een houten tongewelf. De preekstoel, doophek en een overhuifde herenbank dateren uit de 17e eeuw. Het kabinetorgel uit 1800 is gemaakt door Hendrik Anthonie Meijer en voorzien van een schijnfront van Gabry voor de Janskerk te Haarlem. In 1883 is het overgeplaatst naar de Stephanuskerk.

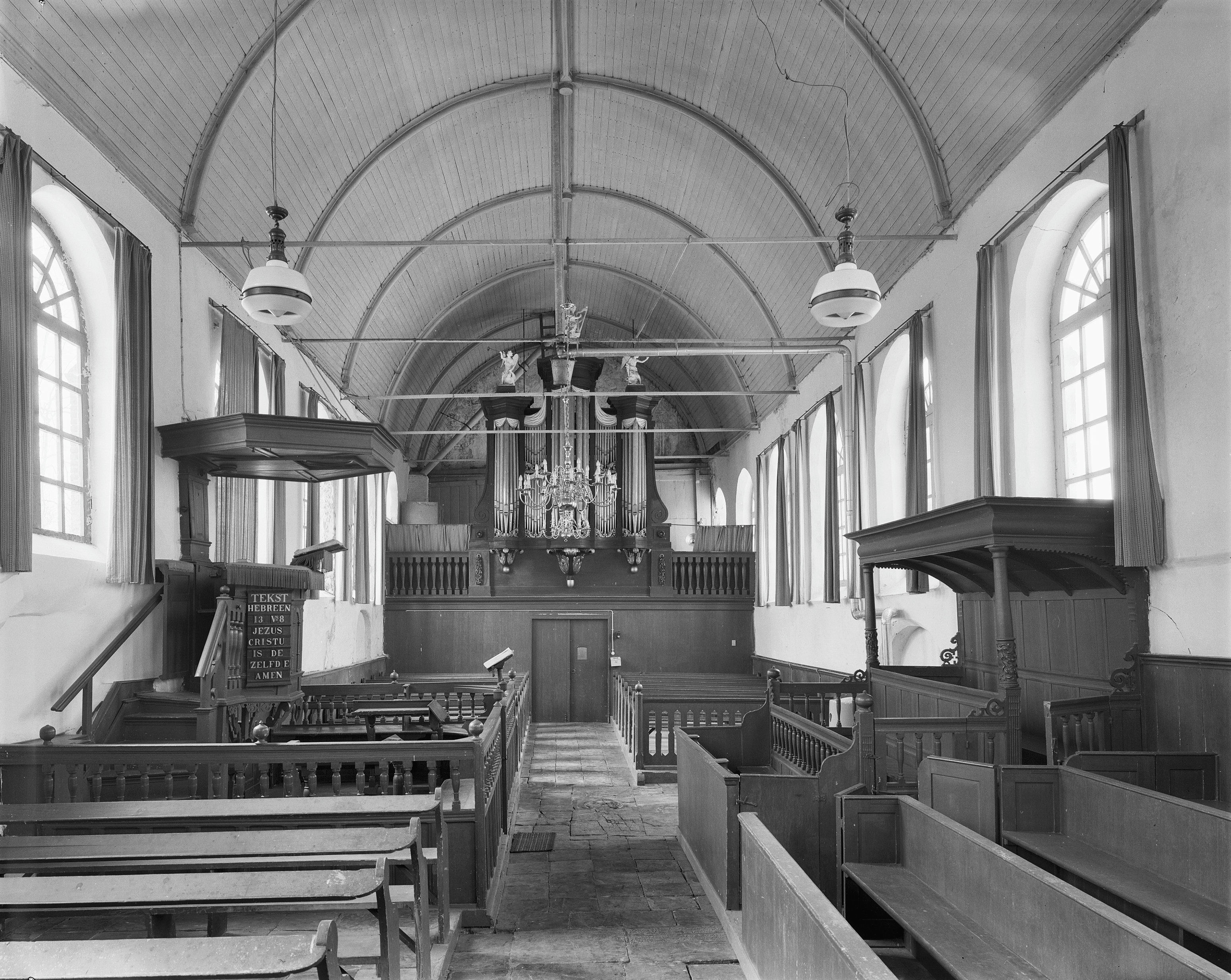
Interieur (1981)
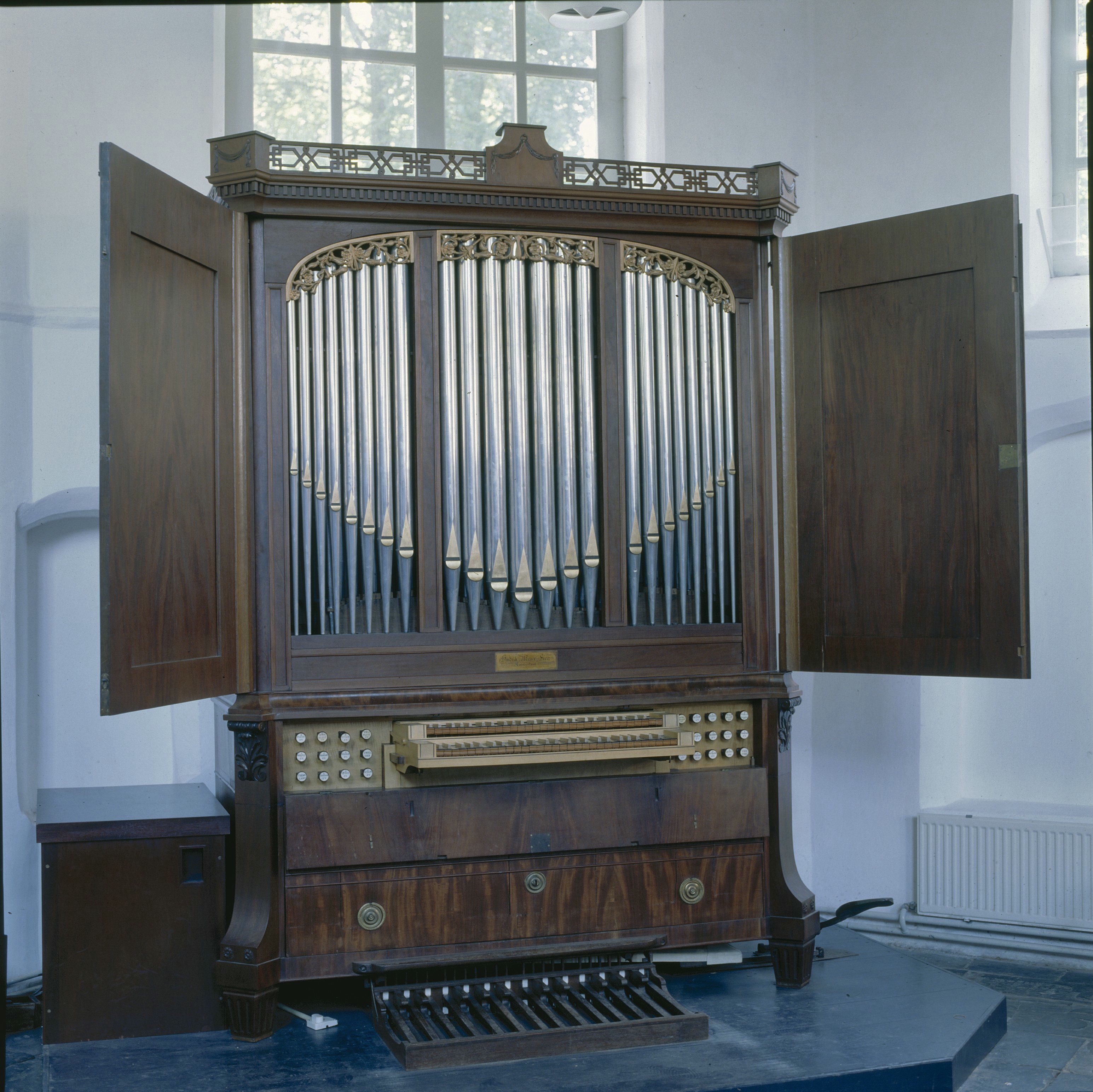
Kabinetorgel (1999)